# Zausodes paranaguaensis
Zausodes paranaguaensis är en kräftdjursart som beskrevs av Jakobi 1954. Zausodes paranaguaensis ingår i släktet Zausodes och familjen Harpacticidae. Inga underarter finns listade i Catalogue of Life.